# فارسی‌زبانان
فارسی‌زبانان یا پارسی‌زبانان مردمان ایرانی‌تباری هستند که زبان بومی‌شان فارسی است. این مردم در طول تاریخ از یک سامانه فرهنگی مشترک و نفوذ گسترده فرهنگی، سیاسی و اجتماعی برخوردار بوده‌اند. در زبان‌های غربی به فارسی‌زبانان مردمان پارسی (Persian people) گفته می‌شود. در زبان پشتو واژهٔ پارسیوان (فارسیوان) برای فارسی‌زبانان آن کشور متداول است. فارسی‌زبانان تاثیر به سزایی در پیشرفت علم و هنر داشته‌اند. ادبیات فارسی نیز یکی از برجسته‌ترین سنت‌های ادبی جهان است.هویت زبانی فارسی زبانان، ریشه در قوم باستانی پارس دارد، با این حال فارسی‌زبانان امروزی نیاکان گوناگونی دارند. پارس‌ها قومی هندواروپایی نژاد و مهاجر به فلات ایران بودند که شاهنشاهی هخامنشی را بنا نهادند.
پارس های باستان در اصل قبایلی هندواروپایی نژاد و از شاخه آریایی بودند که در سده نهم پیش از میلاد وارد فلات ایران شدند. آن‌ها در طول تاریخ برخی از بزرگ‌ترین امپراتوری‌های جهان را بنیان‌گذاری کردند و بر بخش‌های بزرگی از جهان حکم راندند.
گاه در دوران معاصر به فارسی‌زبانان افغانستان، تاجیکستان و ازبکستان تاجیک و به فارسی‌زبانان قفقاز تات اطلاق می‌شود. با این حال، واژه‌های تاجیک و تات از نظر تاریخی به‌عنوان مترادف فارس‌زبان به کار می‌رفتند. بسیاری از چهره‌های تأثیرگذار فارسی‌زبان از خارج از مرزهای امروزی ایران به ویژه آسیای میانه، افغانستان و تا حدی کمتری از قفقاز هستند. در زمینه‌های تاریخی ممکن است از «پارسی» برای پوشش همه موضوعات ایران باستان، بدون توجه به پیشینه قومی، استفاده شود.

## نام

### ریشه شناسی
اصطلاح "پارسی" به معنای اهل سرزمین پارس و در لاتین به‌صورت "Persia" آمده است که خود از کلمه یونانی "Περσίς" مشتق شده است، واژه یونانی نیز از واژه پارسی باستان "پارسه" (𐎱𐎠𐎼𐎿) گرفته شده است است که در فارسی نو به‌صورت "فارس" موجود است. در کتاب مقدس، به ویژه در کتاب‌های دانیال، استر، عزرا و نحمیا، این نام به‌صورت "پاراس" (פָּרָס) ذکر شده است.
یونانی‌ها این نام را در اساطیر یونانی به پرسئوس، مرتبط می‌کنند. هرودوت در داستانی نقل می‌کند، که پرسئوس، دارای پسری به نام پرسس بود و پارس‌ها نام خود را از او گرفته‌اند. ظاهراً خود پارس‌ها نیز این داستان را می‌دانستند، زیرا خشایارشا در جریان حمله خود به یونان تلاش کرد با استفاده از آن آرگوسی‌ها را فریب دهد، اما در نهایت ناکام ماند.

### تاریخچه نام
اگرچه "پارس" تنها یکی از استان‌های ایران باستان بود، اما اشکال مختلف این نام (به عنوان مثال، "Persia") از طریق منابع یونانی پذیرفته شد و برای سال‌های متمادی به عنوان یک نام برای تمام امپراتوری ایران، توسط استفاده شد. بنابراین، به‌ویژه در جهان غرب، نام‌های "پرشیا" و "پرشین" برای اشاره به تمام ایران و مردم آن به کار می‌رفتند.
برخی از منابع اسلامی قرون وسطی و امروزی نیز از هم‌ریشه‌های اصطلاح "پارسی" برای اشاره به اقوام و زبان‌های مختلف ایرانی، از جمله گویشوران خوارزمی، مازندرانی، و آذری استفاده می‌کردند. مورخ عراقی قرن دهم، مسعودی، به پهلوی، دری و آذری به عنوان گویش‌های زبان فارسی اشاره می‌کند. در سال ۱۳۳۳، ابن بطوطه، جهانگرد و محقق مراکشی قرون وسطی، به افغان‌های کابل به عنوان یک زیر شاخه خاص از پارس‌ها اشاره می‌کند. لیدی مری شیل (لئونورا وولف)، در مشاهدات خود از ایران در دوران قاجار، بیان می‌کند که کردها و لک‌ها خود را متعلق به نژاد "پارسیان باستان" می‌دانند.
در ۲۱ مارس ۱۹۳۵، رضاشاه پهلوی، شاه وقت ایران، فرمانی صادر کرد و از جامعه بین‌المللی خواست تا در مکاتبات رسمی از اصطلاح "ایران"، به نام اصلی کشور، استفاده شود. با این حال، اصطلاح "پارسی" هنوز هم به طور تاریخی برای اشاره به جمعیت غالب مردم ایرانی که در محدود ایران فرهنگی زندگی می‌کنند، استفاده می‌شود.

## تاریخچه
ایران برای اولین بار در منابع آشوری از هزاره سوم پیش از میلاد در زبان اکدی باستان با نام Parahše گواهی شده است که منطقه ای متعلق به سومریان را مشخص می‌کند. نام این منطقه توسط یک قوم کوچ‌نشین باستانی ایرانی که در غرب و جنوب غربی دریاچه ارومیه به منطقه مهاجرت کردند و در نهایت به «پارسیان» شهرت یافتند، برگزیده شد. کتیبه آشوری نو قرن نهم پیش از میلاد از ابلیسک سیاه که در نمرود یافت شده است، آن را به اشکال آشوری متأخر پارسوا و پارسوآش به عنوان منطقه و مردمی در کوه‌های زاگرس نشان می‌دهد که احتمالاً دومی به سمت جنوب مهاجرت کرده است. نام منطقه را با خود به پارس منتقل کردند و این اولین گواهی بر مردم ایران باستان محسوب می‌شود.
واژهٔ پارسَ (پارسی باستان: 𐎱𐎠𐎼𐎿, Pārsa) واژه‌ای است از زبان پارسی باستان که به قوم پارس و سرزمین‌های تحت حاکمیت این قوم گفته می‌شد. این واژه با ورود به زبان پارسی میانه (پارسی میانه: Pʾlsy ,𐭯𐭠𐭫𐭮𐭩 و Pʾʿsy 𐭯𐭠𐭥𐭮𐭩‎) به شکل پارس درآمد و به همان شکل به زبان پارسی نو (لاتین‌نویسی: Pārs) وارد شد.

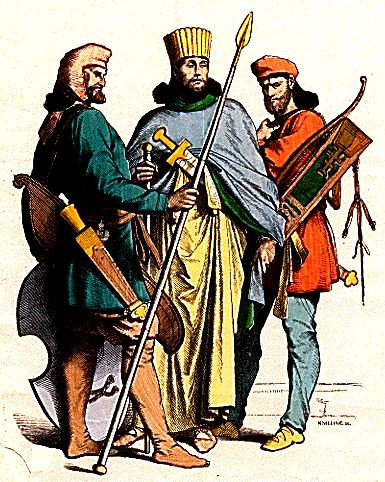
لباس ایرانی باستانی که سربازان و یک نجیب‌زاده می‌پوشیدند. تاریخچه لباس نوشته براون و شیدر (۱۸۶۱–۱۸۸۰)

ایرانیان باستان نقش مهمی در سقوط امپراتوری آشور نو ایفا کردند. مادها در رشته‌کوه‌های زاگرس مستقر شده و در مادَ (غرب ایران کنونی) تمدن به وجود آورده و در آنجا ماندگار شدند. پارس‌ها تدریجاً رو به جنوب پیشروی کرده و به سرزمینی رسیدند که استان فارس کنونی است؛ و در آنجا ماندگار شدند. پارس‌ها پس از آمدن به آن منطقه به تمدن‌های اطراف آنجا برخوردند.
علی بن حسین مسعودی در التنبیه و الاشراف می‌نویسد پارسیان قومی بودند که سرزمینشان دیار جبال بود از ماهات (ماد) و غیره و آذربایجان تا مجاور ارمنستان و اران و بیلقان تا دربند که باب و الابواب است و ری و طبرستان و مسقط و شابران و گرگان و ابرشهر که نیشابور است و هرات و مرو و دیگر ولایت‌های خراسان و سیستان و کرمان و پارس و اهواز با دیگر سرزمین عجمان که در وقت حاضر به این ولایت‌ها پیوسته است، همهٔ این ولایت‌ها یک مملکت بود، پادشاهش یکی بود و زبانش یکی بود، فقط در بعضی کلمات تفاوت داشتند، زیرا وقتی حروفی که زبان را بدان می‌نویسند یکی باشد، زبان یکی است و گرچه در چیزهای دیگر تفاوت داشته باشد، چون پهلوی و دری و دیگر زبان‌های پارسی.
ابن الندیم از عبداﷲبن مقفع حکایت کند که لغات فارسی شش است: فهلویه (پهلوی)، دریه (دری)، فارسیه (زبان مردم فارس)، خوزیه (زبان مردم خوزستان)، و سریانیه. فهلویه منسوب است به فهله (پهله) نامی که بر مجموع شهرهای پنجگانهٔ اصفهان و ری و همدان و ماه نهاوند و آذربایجان دهند. در همین حال، در زمان سلسله هخامنشیان، ایرانیان یک دولت وابسته به قدرت مرکزی ماد تشکیل دادند. در سال ۵۵۲ قبل از میلاد، ایرانیان هخامنشی علیه سلطنت مادها قیام کردند که منجر به پیروزی کوروش بزرگ بر تاج و تخت در سال ۵۵۰ قبل از میلاد شد. پارس‌ها نفوذ خود را به بقیه مناطقی که فلات ایران تلقی می‌شود گسترش دادند و با گروه‌های بومی غیرایرانی منطقه، از جمله ایلامی‌ها و منائی‌ها، جذب شدند.

نقشه پادشاهی هخامنشی در بزرگ‌ترین حالت خود

پادشاهی هخامنشی در بیشترین حد خود، از بخش‌هایی از اروپای شرقی در غرب تا دره سند در شرق امتداد داشت و آن را به بزرگ‌ترین امپراتوری جهان تبدیل می‌کرد. هخامنشیان زیرساخت‌هایی را برای حمایت از نفوذ فزاینده خود ایجاد کردند، از جمله تأسیس شهرهای پاسارگاد و تخت جمشید. امپراتوری تا مرزهای ایالت‌های شهر یونان در سرزمین اصلی یونان امروزی گسترش یافت، جایی که ایرانی‌ها و آتنی‌ها بر یکدیگر تأثیر گذاشتند که اساساً یک تبادل فرهنگی متقابل است. میراث و تأثیر آن بر پادشاهی مقدونیه نیز بسیار زیاد بود، حتی برای قرن‌ها پس از عقب‌نشینی ایرانیان از اروپا در پی جنگ‌های یونان و ایران.

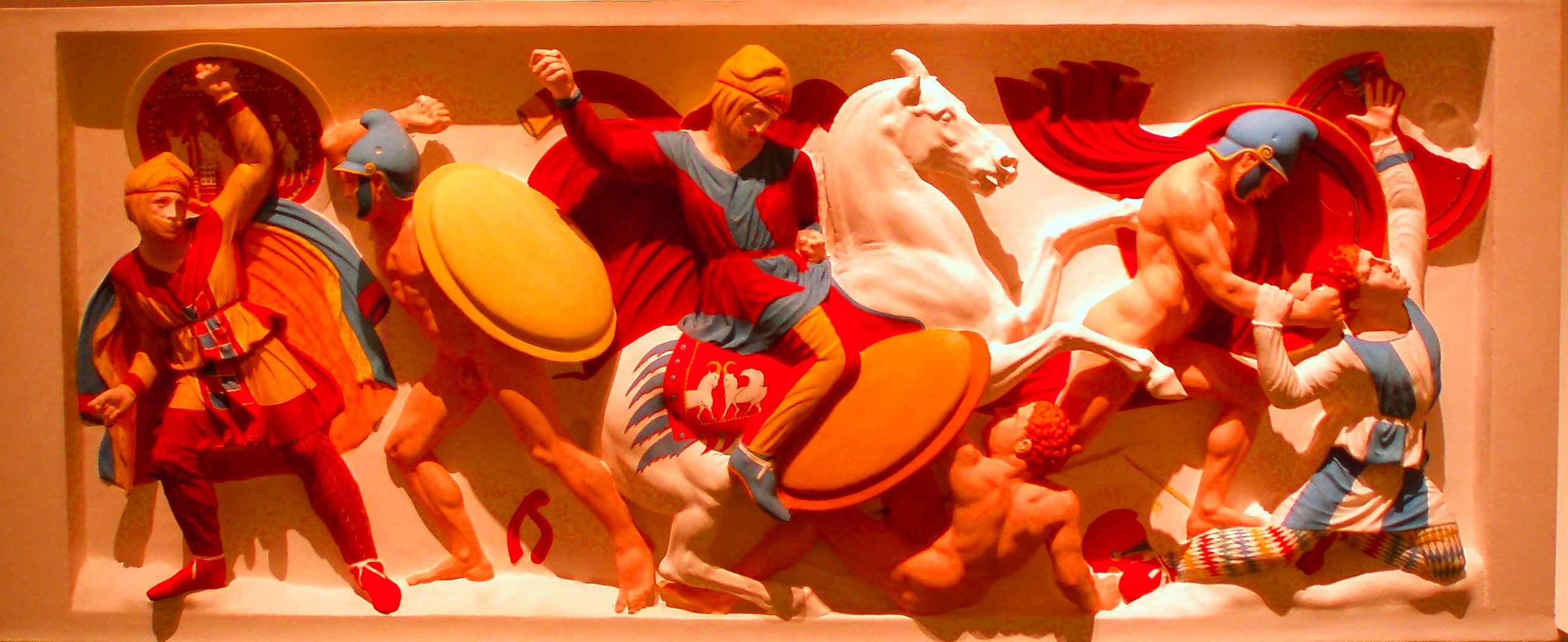
سربازان ایرانی و یونانی باستان که در بازسازی رنگی تابوت دان اسکندر قرن چهارم قبل از میلاد به تصویر کشیده شده است.

در دوران هخامنشیان، ایرانیان در آسیای صغیر ساکن شدند. در لیدی (مهم‌ترین ساتراپی هخامنشی)، در نزدیکی سارد، دشت هیرکانی وجود داشت که به گفته استرابون، نام آن از مهاجران ایرانی که از هیرکانی نقل مکان کرده بودند، گرفته شده است. به همین ترتیب در نزدیکی سارد، دشت کوروش وجود داشت که بیشتر حاکی از وجود سکونتگاه‌های ایرانی متعدد در این منطقه بود. بنا بر گزارش‌ها، در تمام این قرون، لیدی و پنتوس مراکز اصلی پرستش خدایان ایرانی در آسیای صغیر بوده‌اند. به گفته پوسانیاس، در اواخر قرن دوم پس از میلاد، می‌توان آیین‌هایی را مشاهده کرد که شبیه مراسم آتش‌سوزی ایرانی در شهرهای هیروکساریا و هیپایپا بود. مهرداد سوم، نجیب‌زاده ایرانی و بخشی از نخبگان حاکم ایرانی شهر کیوس، پادشاهی پنتوس را در اواخر عمر خود در شمال آسیای صغیر تأسیس کرد.پادشاهی پنتوس در اوج قدرت خود، تحت فرمانروایی بدنام مهرداد ششم بزرگ، کولخیس، کاپادوکیه، بیتینی، مستعمرات یونانی تائوریک خرسونسوس و برای مدت کوتاهی استان روم آسیا را کنترل کرد. پس از یک مبارزه طولانی با روم در جنگ‌های مهردادی، پنتوس شکست خورد. بخشی از آن به عنوان استان بیتینی و پنتوس در جمهوری روم گنجانده شد و نیمه شرقی به عنوان یک پادشاهی مشتری باقی ماند.
به دنبال فتوحات مقدونی، ایرانیان در کاپادوکیه و بقیه آسیای صغیر از هم دینان خود در ایران قطع شدند، اما آنها همچنان به ایمان ایرانیان نیاکان خود عمل کردند. استرابون، که آنها را در پادشاهی کاپادوکیه در قرن اول پیش از میلاد مشاهده کرد، گزارش می‌دهد که این «آتش افروزان» بسیاری از «مکان‌های مقدس خدایان ایرانی» و همچنین آتشکده‌ها را در اختیار داشتند. استرابون، که در زمان آگوستوس (ح. ۲۷ پیش از میلاد تا ۱۴ پس از میلاد)، تقریباً سیصد سال پس از سقوط امپراتوری ایران هخامنشی، نوشت، تنها آثاری از ایرانیان در غرب آسیای صغیر را ثبت کرده است. با این حال، او کاپادوکیه را «تقریباً بخشی زنده از ایران» می‌دانست.
سلطه ایران در سال ۳۳۰ قبل از میلاد در پی فتح امپراتوری هخامنشی توسط اسکندر مقدونی فروپاشید، اما اندکی بعد از طریق تأسیس شاهنشاهی اشکانی در ۲۴۷ قبل از میلاد، که توسط گروهی از مردم ایران باستان برخاسته از پارت تأسیس شد، دوباره ظهور کرد. هویت ایرانی تا دوران اشکانی ارزش قومی، زبانی و مذهبی داشت. اما هنوز اهمیت سیاسی نداشت. زبان  پارتی که به‌عنوان زبان رسمی امپراتوری اشکانی استفاده می‌شد، تأثیراتی بر زبان فارسی، و همچنین زبان ارمنی بر جای گذاشت.

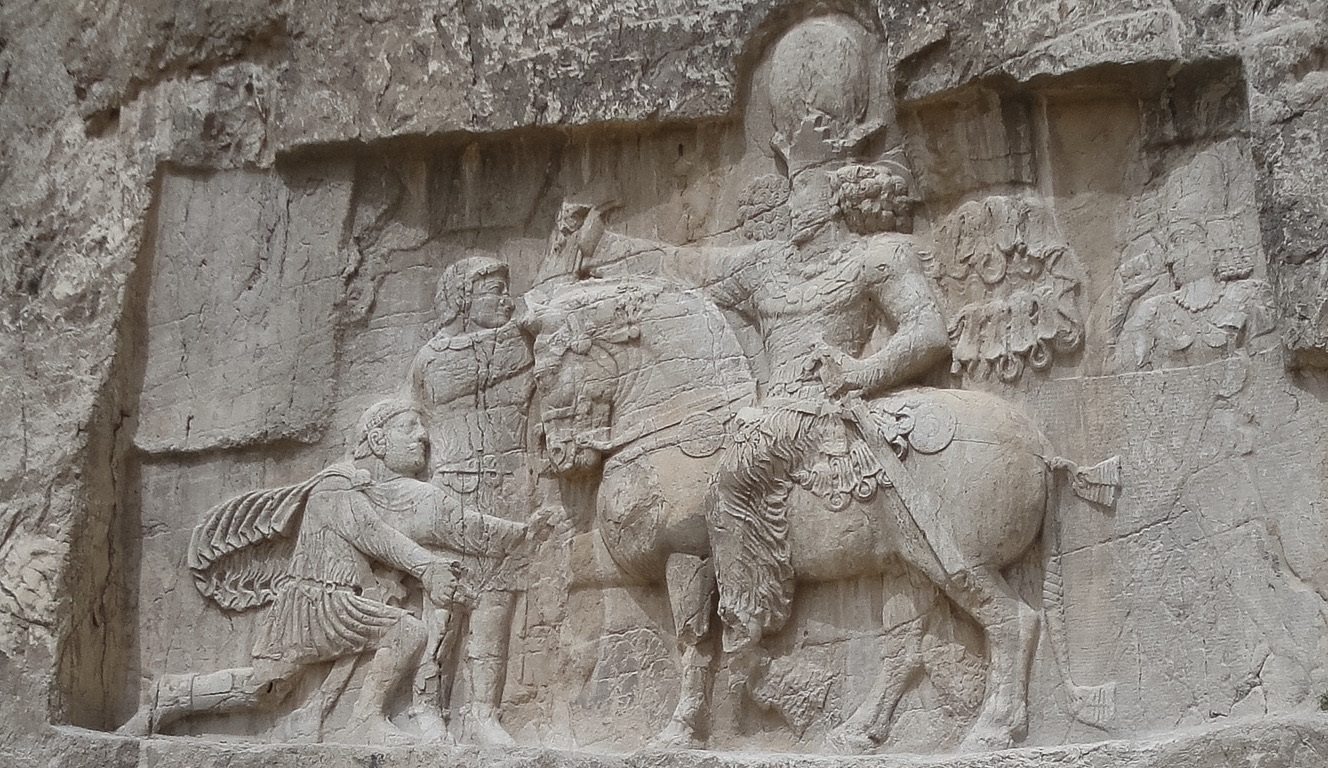
امدادرسانی در نقش رستم، پیروزی پادشاه ساسانی شاپور یکم بر حاکم رومی والرین و فیلیپ عرب را نشان می‌دهد.

سلطنت پارتیان توسط شاهنشاهی ساسانیان در ۲۲۴ میلادی موفق شد. با گذشت زمان امپراتوری ساسانی، یک فرهنگ ملی که به‌طور کامل از اینکه ایرانیان به‌طور کامل آگاه بود، به‌طور جزئی با ترمیم و احیای حکمت «دانایان پیشین» (Dānāgān pēšēnīgān) انگیزه داشت. جنبه‌های دیگر این فرهنگ ملی شامل تحسین یک قهرمان بزرگ قهرمانانه و یک روحیه آرشیوزیستی بود. در طول دوره، هویت ایران در هر جنبه ای به ارتفاع خود رسید. فارسی میانه، که اجداد فارسی نو و انواع دیگر گویش‌های ایرانی است، به زبان رسمی امپراتوری تبدیل شد و در میان ایرانیان بسیار گسترش یافت.
اشکانیان و ساسانیان نیز از نظر فرهنگی با رومیان تعامل گسترده‌ای داشتند. جنگ‌های روم و ایران و جنگ‌های بیزانس و ساسانیان برای قرن‌ها چشم‌انداز غرب آسیا، اروپا، قفقاز، شمال آفریقا و حوضه مدیترانه را شکل دادند. برای مدتی بیش از ۴۰۰ سال، ساسانیان و بیزانسیان همسایه به عنوان دو قدرت پیشرو در جهان شناخته شدند. کاپادوکیه در اواخر دوران باستان، که اکنون به دوران روم رسیده است، هنوز یک شخصیت ایرانی قابل توجه را حفظ کرده است. استفان میشل در فرهنگ لغت باستانی آکسفورد خاطرنشان می‌کند: «بسیاری از ساکنان کاپادوکیه از نژاد ایرانی بودند و آتش‌پرستی ایرانیان تا سال ۴۶۵ گواهی شده است».
پس از تسخیر امپراتوری ساسانی توسط اعراب در قرون وسطی، خلفای عرب حکومت خود را در این منطقه برای چندین قرن بعد برقرار کردند که طی آن روند طولانی اسلامی شدن ایران صورت گرفت. فاتحان عرب در مقابله با تسلط فرهنگی و زبانی ایرانیان، که توسط خلافت اموی آغاز شد، شروع به تثبیت زبان عربی به عنوان زبان اصلی مردمان تابع در سرتاسر امپراتوری خود کردند و گاه به زور، واقعیت سیاسی جدید را در منطقه تأیید کردند. اصطلاح عربی «عجم» به معنای «مردمی که نمی‌توانند به درستی صحبت کنند» به عنوان نامی برای غیر عرب‌ها (یا غیر عرب زبانان) به‌ویژه پارسیان به کار گرفته شد. اگرچه این واژه معنایی تحقیرآمیز پیدا کرده بود و دلالت بر فرودستی فرهنگی و قومی داشت، اما به تدریج به عنوان مترادف برای «فارسی» پذیرفته شد و تا به امروز به عنوان نامی برای جوامع فارسی‌زبان بومی باقی مانده است. سلسله ای از پادشاهی‌های ایرانی مسلمان بعدها در حواشی خلافت رو به زوال عباسی تأسیس شد، از جمله سامانیان قرن نهم، که در زمان سلطنت آنها، پس از دو قرن بدون گواهینامه، برای اولین بار زبان فارسی به‌طور رسمی استفاده شد. زبان و فرهنگ فارسی پس از تهاجمات و فتوحات مغولان و ترکها (شامل ایلخانان، غزنویان، سلجوقیان، خوارزمشاهیان و تیموریان) که خود به میزان قابل توجهی فارسی شده بودند، ادامه یافت و در آسیای صغیر، آسیای مرکزی و جنوب بیشتر توسعه یافت. آسیا، جایی که فرهنگ ایرانی با گسترش جوامع ایرانی، به ویژه جوامع ترک-ایرانی و هند-ایرانی شکوفا شد.

## جمعیت و پراکندگی

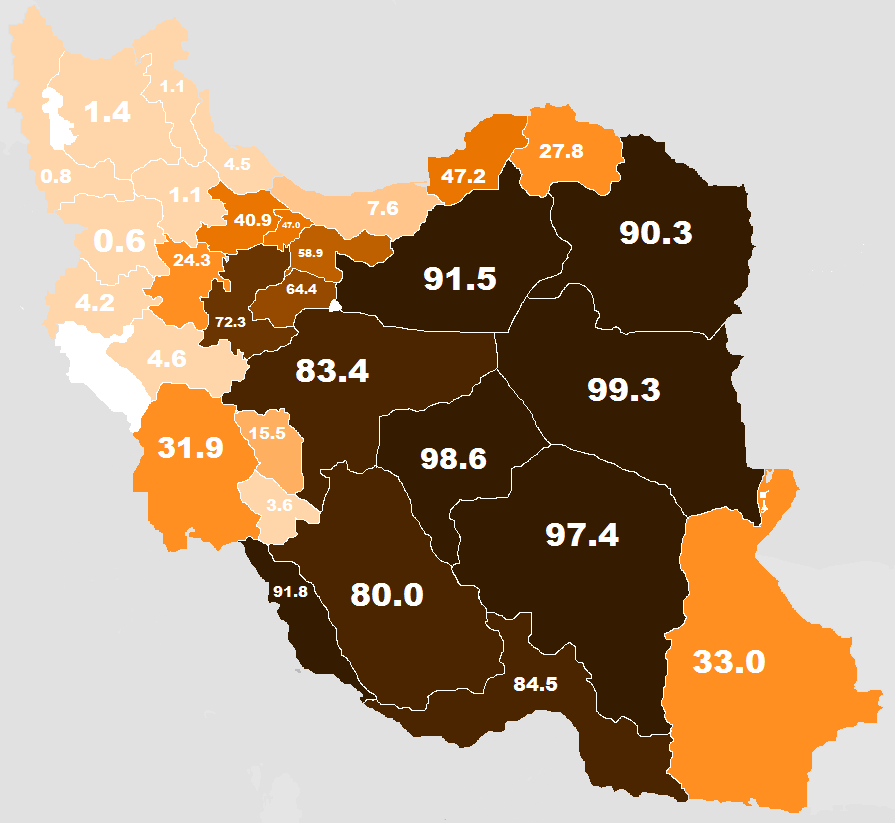
مناطق فارسی‌زبان ایران

فارسی زبان رسمی ایران، افغانستان و تاجیکستان است و البته در تاجیکستان به نام فارسی تاجیکی و در افغانستان به نام فارسی دری شناخته می‌شود. فارسی‌زبانان در ایران و تاجیکستان بزرگ‌ترین گروه زبانی به‌شمار می‌آیند.
فارسی‌زبان در افغانستان ۲۰ میلیون تن، در تاجیکستان ۵ میلیون تن، و در ازبکستان حدود ۷ میلیون تن هستند. همچنین زبان فارسی گویش‌ورانی در هند و پاکستان نیز دارد. با توجه به رسمی بودن زبان فارسی در ایران، افغانستان و تاجیکستان و تسلط گویشوران سایر زبان‌ها به زبان فارسی به عنوان زبان دوم، روی هم‌رفته می‌توان شمار فارسی‌گویان جهان را حدود ۱۳۰ میلیون تن برآورد کرد.

## زبان فارسی
زبان فارسی سه دوره تاریخی دارد دوره اول که پارسی باستان نامیده می‌شود در جنوب ایران کنونی و ناحیه پارس گویشور داشت و زبان رسمی هخامنشیان بود. دوره دوم آن پارسی میانه یا پهلوی ساسانی نام داشت که زبان رسمی ساسانیان بود و سومین و واپسین دوره آن که به شکل جدی بعداز حمله اعراب شکل گرفت دری نام دارد.این گویش توسط خاندان سامانی ابتدا در سیستان بزرگ، خراسان و ماوراء النهر شکل گرفت و بعدها گویش غالب در بخش‌هایی از عراق عجم، کرمان و فارس شد، گویش لارستانی که لهجه‌ای دیگر از زبان‌های ایرانی جنوب غربی است یکی از گویش‌های بازمانده فارسی میانه است. فارسی‌زبانان بزرگ‌ترین قومیت در داخل ایران‌اند که درحال حاضر از نظر جمعیتی به عنوان قوم غالب در این کشور شناخته می‌شوند. زبان فارسی زبان مشترک این قوم است که بیشترین گویشوران را در ایران دارد و به باور برخی از پژوهشگران، عامل تقویت کننده و پیوند دهنده سایر اقوام ایرانی است. برخی بر این عقیده‌اند که هویت ملی ایرانی در سایه وجود زبان فارسی شکل گرفته است و این زبان مورد توافق و قبول سایر اقوام ساکن در ایران است، در عین حال باید توجه داشت که وجود فارسی‌زبانان خارج از مرزهای ایران (در افغانستان و تاجیکستان) و احساس هویت مشترک حول زبان فارسی بیانگر وجود نوعی هویت منطقه‌ای بین فارسی‌زبانان می‌باشد.
فارسی زبانان همچنین حدود ۶۰ درصد جمعیت افغانستان را تشکیل می‌دهند و فارسی یکی از دو زبان رسمی این کشور است. ۸۴ درصد مردم تاجیکستان و بخش زیادی از جمعیت جنوب ازبکستان را نیز مردم فارسی‌زبان تشکیل می‌دهند، سیاست‌های تاجیک ستیزانه دولت ازبکستان موجب تضعیف زبان فارسی در ازبکستان شده است.
زبان فارسی نو، زبان ملی و مشترک تمامی ایرانیان است که ریشه در فارسی میانه دوره ساسانی دارد. اقوام ایرانی به گونه‌هایی از زبان فارسی میانه سخن می‌گویند که در گذر زمان دچار دگرگونی‌های محلی شده‌اند. تفاوت‌های گویشی در مناطق روستایی، کوهستانی و کم‌برخوردار، بیشتر نتیجه دورماندگی از مراکز قدرت و تحولات ارتباطی بوده‌است، نه نشانه وجود زبان‌هایی مستقل یا اقوامی متمایز. در مقابل، فارسی نو در مناطق مرکزی و پایتخت‌نشین مانند تهران و اصفهان به‌دلیل تمرکز سیاسی و فرهنگی، زودتر شکل استاندارد یافته و گسترش یافته‌است. بنابراین، اصطلاح «قوم فارس» فاقد پشتوانه تاریخی و زبان‌شناختی است و به‌جای آن از «ملت فارس» یا «مردم فارسی‌زبان» یاد می‌شود که شامل اقوام گوناگون ایرانی‌تبار با گویش‌های متنوع‌اند.